# Bell Gardens
Bell Gardens est une ville située dans le comté de Los Angeles, dans l'État de Californie aux États-Unis.

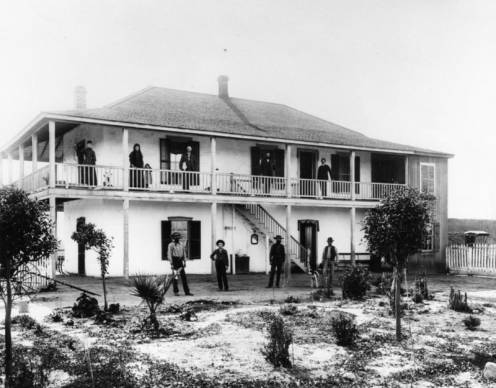
Les membres de la famille Lugo chez eux à Bell Gardens

## Présentation
Au recensement de 2010 la ville avait une population totale de 42 072 habitants. Bell Gardens fait partie des cinq villes du comté qui permettent les jeux de hasard.

## Démographie
| 1960   | 1970   | 1980   | 1990   | 2000   | 2010   |
| ------ | ------ | ------ | ------ | ------ | ------ |
| 26 467 | 29 308 | 34 117 | 42 355 | 44 054 | 42 072 |